# Ente di promozione sportiva
Un ente di promozione sportiva è, nell'organizzazione sportiva italiana, un'associazione che ha come scopo statutario la promozione e l'organizzazione di attività fisico-sportive con finalità ludiche, ricreative e formative. In particolare si occupano dell'organizzazione di attività sportive a carattere amatoriale, anche se spesso di tipo agonistico, di formazione e di avviamento alla pratica sportiva, corsi per tecnici ed arbitri, di diffusione della pratica sportiva attraverso eventi e pubblicazioni. A tali enti si affiliano solitamente le associazioni sportive dilettantistiche (A.S.D.) presenti su tutto il territorio nazionale nei vari sport.
Quegli enti che rispettano determinati requisiti possono richiedere il riconoscimento da parte del CONI.

## Requisiti per il riconoscimento
I requisiti principali per ottenere il riconoscimento da parte del CONI sono:
- la regolare costituzione in associazione;
- uno statuto che accolga i principi sportivi del comitato olimpico, che escluda lo scopo di lucro e che predisponga adeguati strumenti per consentire l'esercizio di una democrazia interna ed il rispetto delle pari opportunità;
- un numero di società o associazioni sportive affiliate non inferiore a mille e un numero di iscritti impegnati con qualsiasi ruolo in attività sportive superiore a 100 000;
- la presenza con la propria organizzazione in almeno quindici regioni: 
  - la presenza di un'organizzazione richiede l'esistenza di un comitato regionale dell'ente e di almeno tre società sportive affiliate in almeno la metà delle province facenti parte della regione stessa;
- svolgere la propria attività di promozione sportiva da almeno tre anni.

Gli enti di promozione sportiva riconosciuti dal CONI hanno diritto di riportare accanto alla propria denominazione l'indicazione del riconoscimento ottenuto e godono di un contributo economico da parte del comitato olimpico commisurato al numero delle società affiliate, degli iscritti e all'attività organizzativa effettivamente svolta.
Il CONI nel novembre 2007 ha sospeso il riconoscimento al CNS Fiamma, OPES ITALIA e ASC. Nel corso degli anni successivi OPES ITALIA e ASC hanno ottenuto nuovamente il riconoscimento e sono oggi presenti nell'elenco degli enti di promozione sportiva riconosciuti dal CONI.

## Enti di promozione sportiva riconosciuti dal CONI
Sono enti di promozione sportiva riconosciuti dal CONI:
- A livello nazionale
  - A.C.S.I. - Associazione centri sportivi italiani (Associazione di cultura, sport e tempo libero)
  - A.I.C.S. - Associazione italiana cultura e sport
  - A.S.I. - Associazioni sportive sociali italiane
  - A.S.C. - Attività sportive confederate
  - C.N.S. Libertas - Centro nazionale sportivo Libertas
  - C.S.A.IN. - Centri sportivi aziendali industriali
  - C.S.E.N. - Centro sportivo educativo nazionale
  - C.S.I. - Centro sportivo italiano
  - C.U.S.I. - Centro universitario sportivo italiano
  - E.N.D.A.S. - Ente nazionale democratico di azione sociale
  - M.S.P. - Movimento sportivo popolare Italia
  - O.P.E.S. - Organizzazione per l'educazione allo sport
  - P.G.S. - Polisportive giovanili salesiane
  - U.I.S.P. - Unione italiana sport per tutti
  - U.S. ACLI - Unione sportiva A.C.L.I.